# Château de Montfort (Crolles)
Pour les articles homonymes, voir Château de Montfort.
Le château de Montfort, aussi dénommé localement château Robert, est situé au nord du territoire de la commune de Crolles, département de l'Isère, en France. Il ne reste que des ruines de cet ancien château fort.

## Histoire
La première mention de Montis Fortis remonte à 1069 dans le cartulaire de Domène, et il est probable qu'alors une motte castrale était dressée sur ce promontoire naturel avant la construction du château médiéval.
L'édification du château de pierre remonte au XIIIe siècle. Il est alors une possession des dauphins du Viennois. La Grande Dauphine Béatrice de Faucigny résidera même au château au début du XIVe siècle. On présume que c'est à cette période que les principaux bâtiments de cet édifice médiéval seront édifiés. 
L’enquête de 1339, destinée à estimer la valeur des possessions du dauphin Humbert II de Viennois et effectuée sous son autorité, offre historiquement la première et réelle description du château. L'ensemble était alors composé d’une enceinte circulaire de 47 toises de longueur à l'intérieur de laquelle prennent place plusieurs édifices : une tour carrée haute de 28 mètres et possédant quatre étages, deux salles superposées dont l'une est chauffée par une cheminée et éclairée par quatre baies géminées, des pièces appelées chambres avec garde-robe et cellier et une cuisine. L'entrée du château est quant à elle défendue par un portail de pierre surmonté d'une salle de garde. Le bâtiment médiéval est, à l'époque, entouré d’une enceinte. En 1343, le dauphin Humbert II, dernier dauphin et qui mourra sans successeur, offre alors le château en fief au seigneur local Amblard de Beaumont.
Sa famille conservera ce château jusqu'en 1617, alors que celui-ci est déjà ruiné. Durant le siècle suivant, le château appartiendra à Claude Frère, nouveau seigneur de Crolles et à ses descendants. Puis en 1717, la famille Guérin fait acquisition du château qui reste à ses descendants par filiation telles que les familles de Barral, puis de Bernis, nouveaux châtelains, cette dernière étant toujours actuellement propriétaire de ce château.

## Toponymie
Le terme Montfort est issu des mots latins Montis (mont) et Fortis (fort ou robuste).

## Situation et accès

### Situation

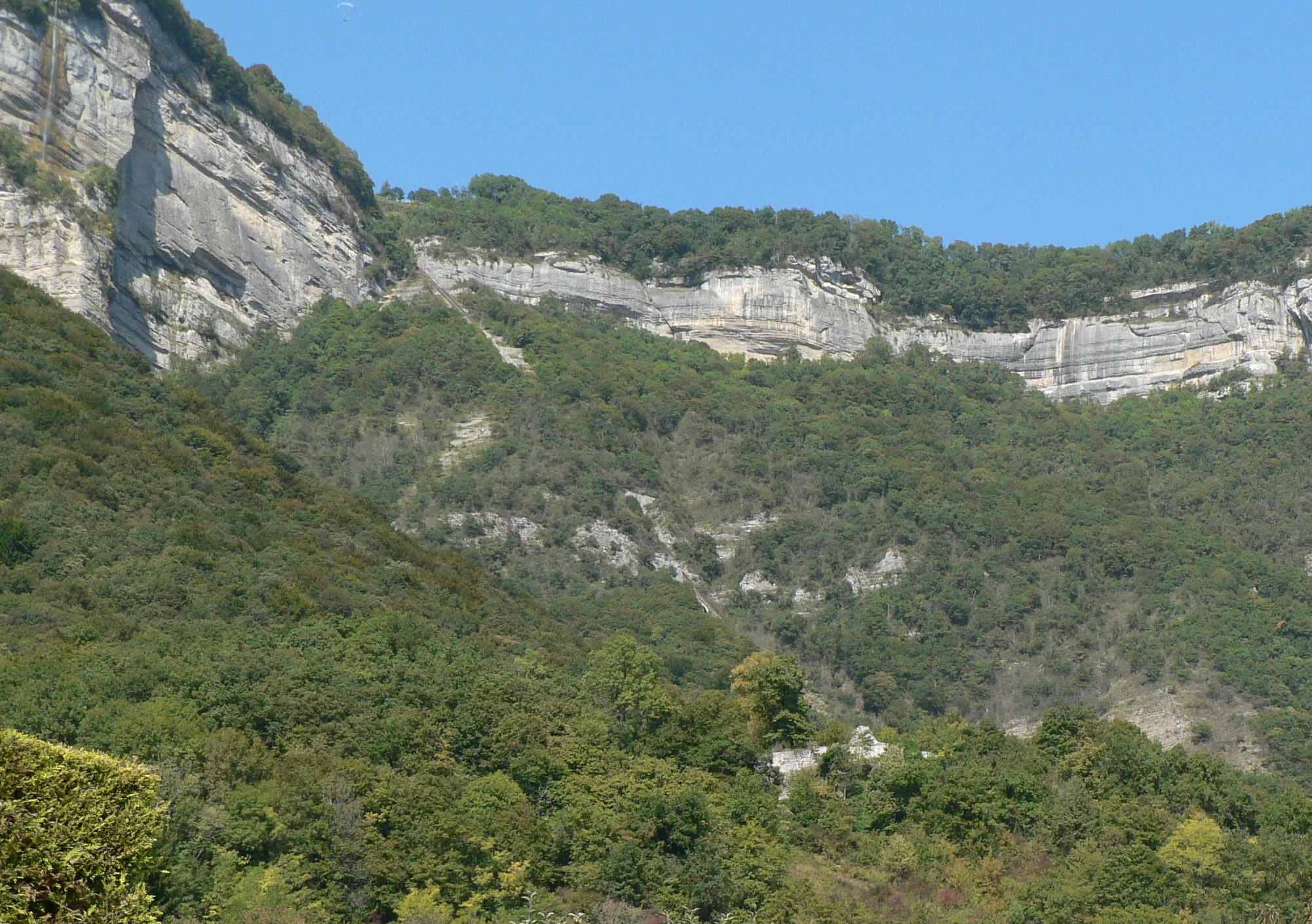
Le site du château au pied des falaises du massif de la Chartreuse (le tracé du funiculaire de Saint-Hilaire-du-Touvet est visible sur la partie supérieure de la photo)

Positionné entre les agglomérations de Crolles et de Lumbin, le site du château se situe en contrebas des falaises de partie orientale du massif de la Chartreuse et plus précisément en contrebas du plateau des Petites Roches et du Bec Margain. Le château domine également, grâce à sa position en hauteur sur une pente de la falaise, le hameau de Montfort et la vallée du Grésivaudan.
Le secteur très boisé des ruines du château est bordé par le ruisseau de Montfort, cours d'eau qui le sépare de la gare basse du funiculaire de Saint-Hilaire-du-Touvet qui permet de rejoindre le village de Saint-Hilaire-du-Touvet qui le domine.

### Accès
On peut accéder au site des ruines par le petit hameau de Montfort, un lieu-dit de Crolles, à la limite du territoire de la commune de Lumbin situé le long de la route de Grenoble à Chambéry. 
Un petit sentier balisé longeant la voie du funiculaire et le ruisseau de Montfort mène au château depuis le village  .

#### Par la route
La route départementale 1090 est la principale route d'accès au site, depuis la sortie du territoire de la commune de Lumbin, jusqu'à l'entrée de la commune de Crolles.
L'autoroute A41 qui relie Grenoble à Genève se raccorde à la route départementale par la sortie située au niveau de la barrière de Péage
- 24 (direction Grenoble) : Crolles.

#### Par les transports en commun
Le site est desservie par deux réseaux de transports en commun locaux 
- Le réseau de bus TouGo (réseau de bus du communauté de communes du Pays du Grésivaudan)
  - la ligne G3 : Villard-Bonnot → Crolles → Le Touvet → Goncelin (arrêt Montfort).

- Le réseau interurbain de l'Isère, un réseau d'autocars fonctionnant tous les jours, samedis, dimanches et jours fériés, compris.
  - la ligne Express 1 (EXP1) permet entre autres la desserte du polygone scientifique à Grenoble depuis Lumbin (arrêt Montfort)

La gare la plus proche est la gare ferroviaire SNCF de Brignoud, située sur le territoire de la commune de Villard-Bonnot, à environ de 5 km du site de Montfort.

## Description
Le château de Montfort présente en 2019 de très belles et imposantes ruines qui sont en partie dissimulées par la végétation environnante d'un imposante forêt. Les ruines qui indiquent bien la forme du château épousent également la forme de la colline ou butte où elles sont situées. Une zone de sécurité a été mise en place dans le secteur, en raison du danger lié aux risques de chûtes de pierres ou d'instabilité du sol.
La structure générale du bâtiment se présente sous la forme d'un triangle aplati ou en forme de demi-lune et dont les deux extrémités supportent le poste de garde et une cuisine, le centre étant constitué d'un donjon disparu de nos jours. L'enceinte du château, s'étend sur une longueur estimée à un peu moins de cent mètres et relie le poste de garde et la cuisine. Les ruines laissent apparaître plusieurs murs qui cloisonnent l'intérieur de l'enceinte, isolant ainsi des cours intérieures .

### Fouilles et entretien du site
Une association dénommée « Les Raisonneurs de pierre », a réalisé des fouilles accompagnées de diverses opérations de consolidation, voire de légères restaurations partielles.

Quelques vues du château de Montfort
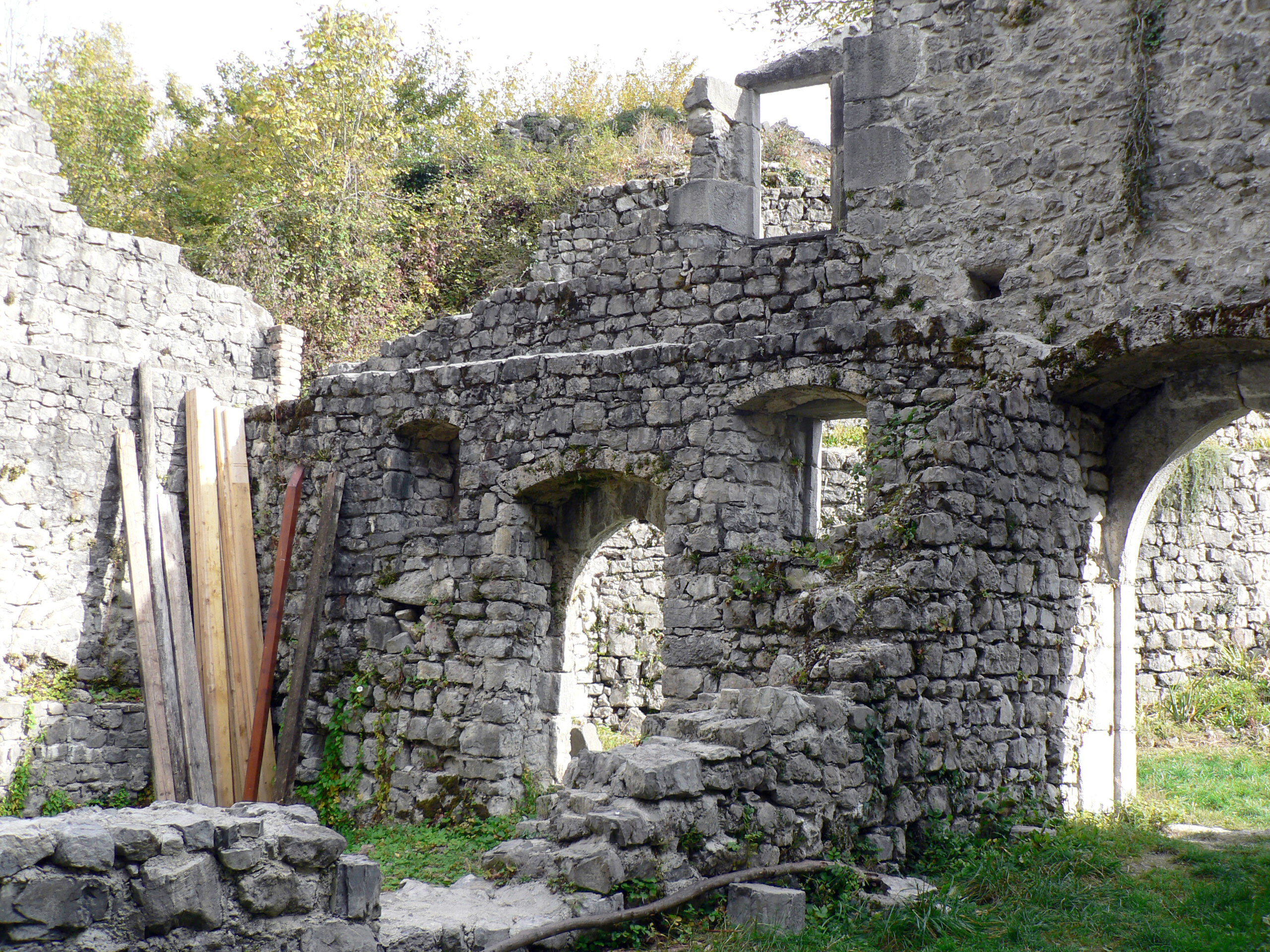
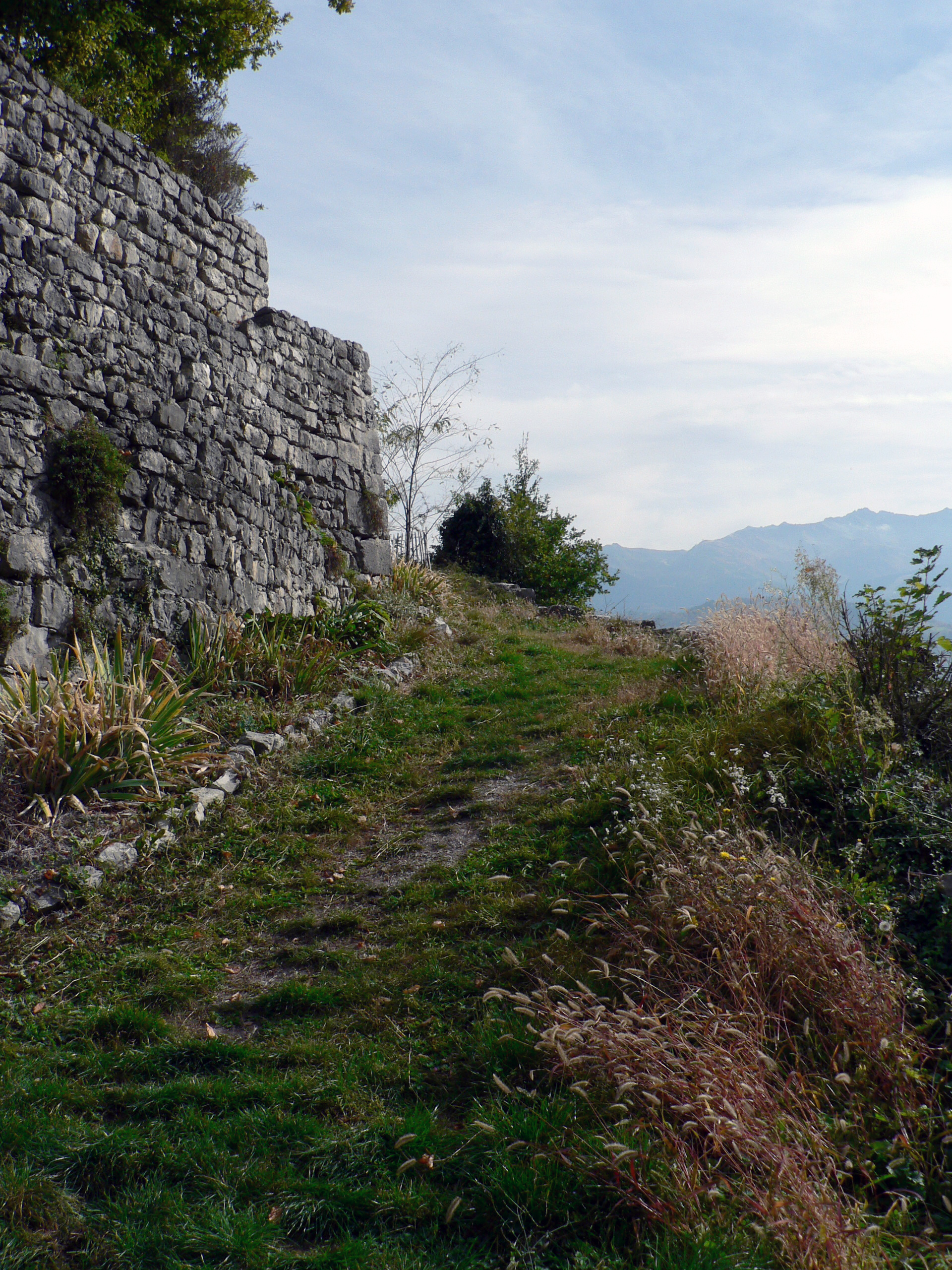
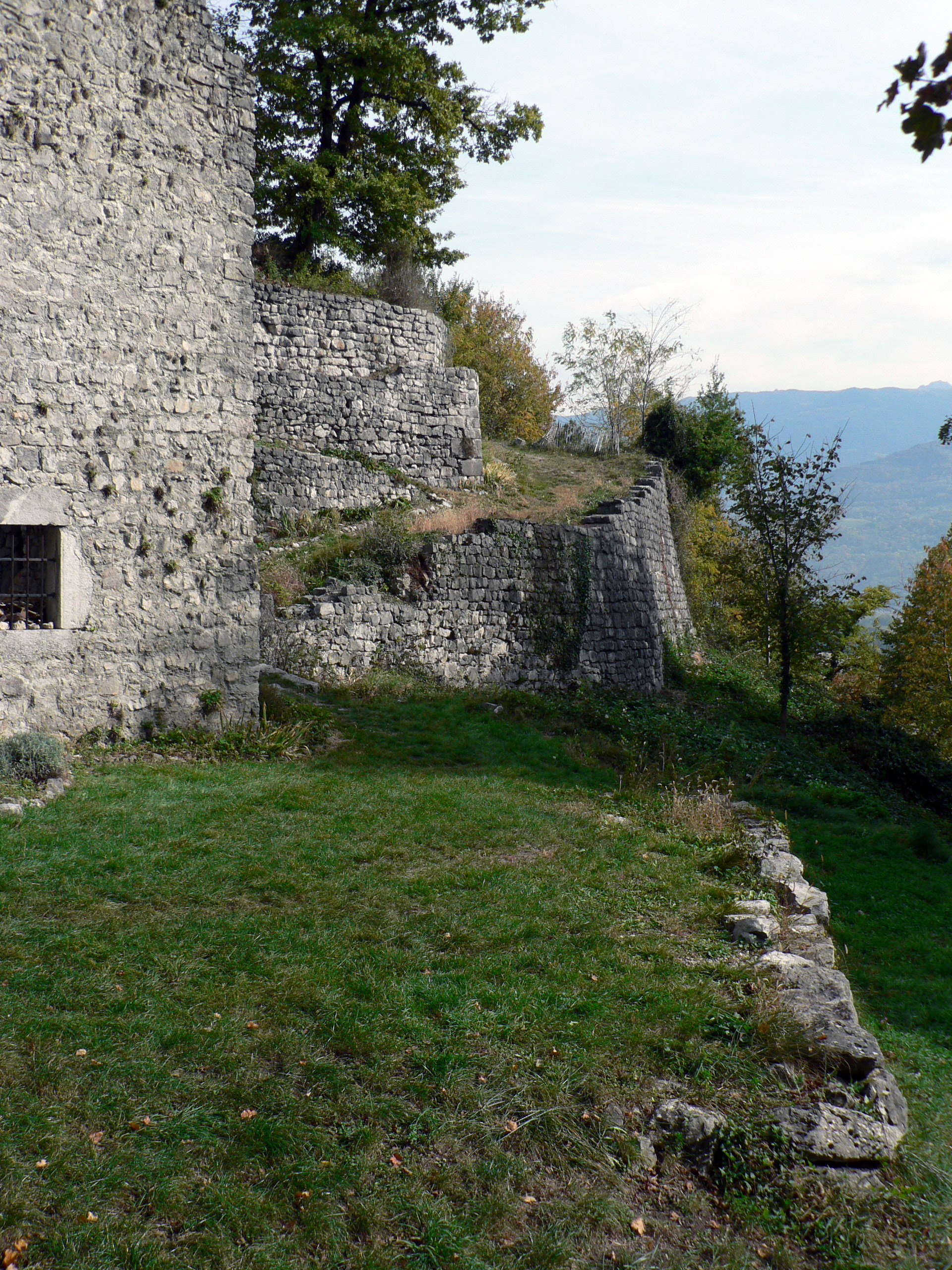
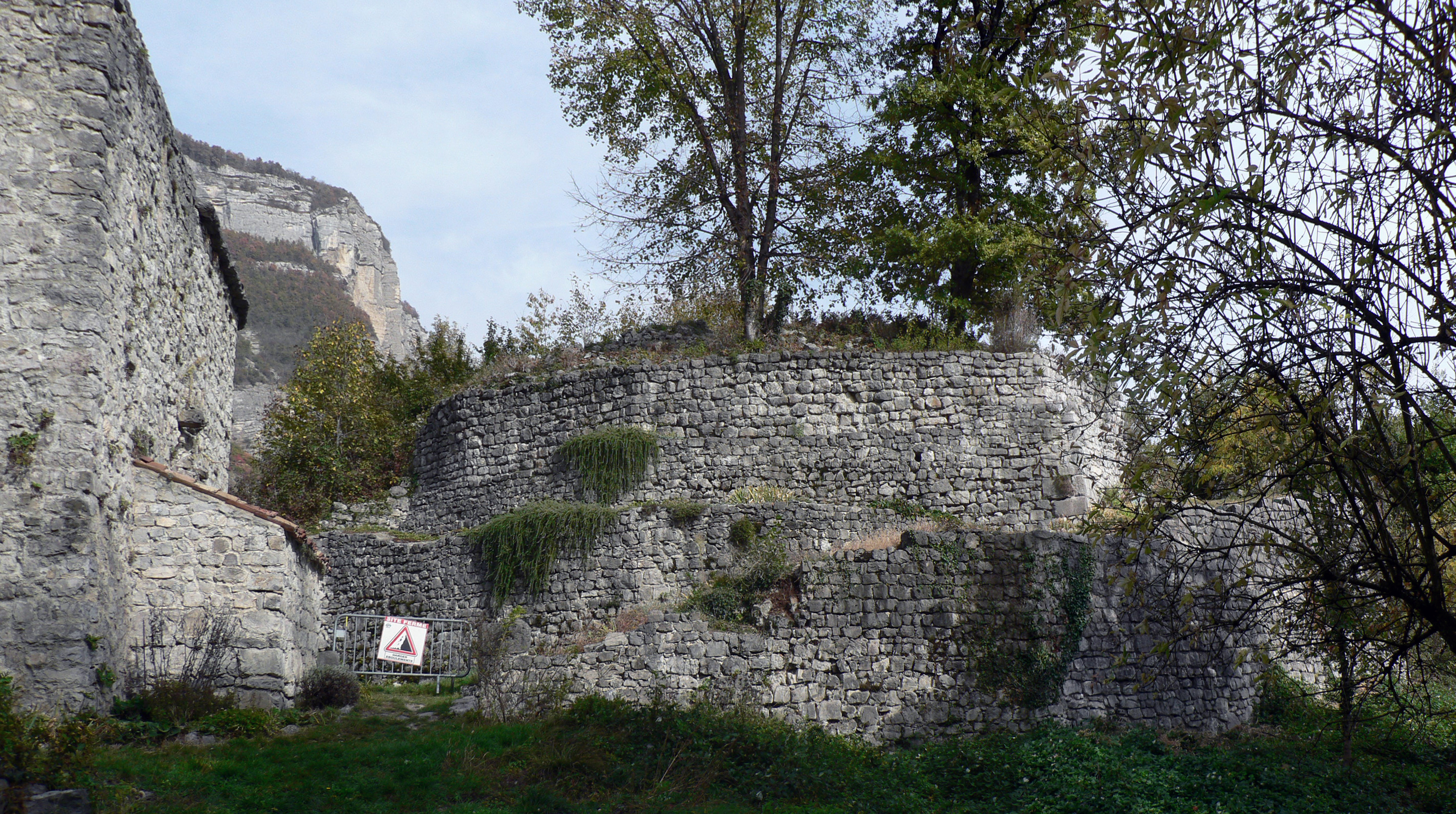
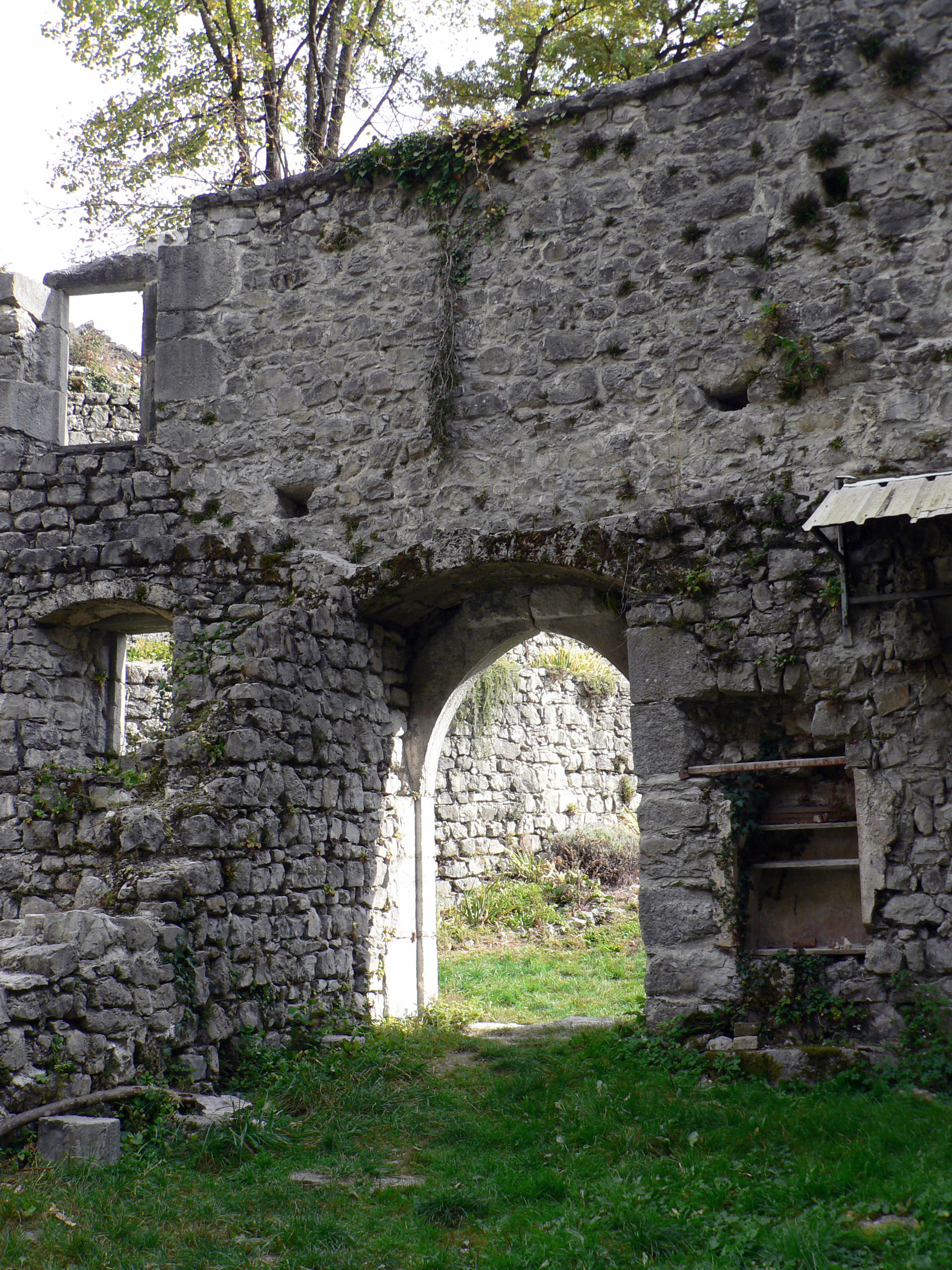